# فتاة الظل (فلم)
فتاة الظل (بالفرنسية: La Clownesse fantôme)، هو فيلم فرنسي قصير صامت من عام 1902 من إخراج جورج ميلييه. صدر في الولايات المتحدة باسم (بالإنجليزية: The Shadow-Girl) وفي المملكة المتحدة باسم (بالإنجليزية: Twentieth Century Conjuring)،

## الأحياء
كان يُفترض أن الفيلم ضاع حتى التسعينيات، عندما تم تحديده ضمن مجموعة من الأفلام الصامتة المبكرة التي أعيد اكتشافها في سولفور سبرينغز، تكساس، في عام 1993. تم عرض هذا الجزء الباقي، الذي يبلغ طوله حوالي نصف طول الفيلم الكامل، في مهرجان بوردينوني السينمائي الصامت في عام 1997.